# Ксёнж-Велькопольски
Ксёнж-Велькопольски (пол. Książ Wielkopolski) — город в Польше, входит в Великопольское воеводство, Сьремский повят. Имеет статус городско-сельской гмины. Занимает площадь 1,96 км². Население 2663 человек (на 2004 год).

## Известные уроженцы
- Генрих (Гирш) Грец — историк, библеист.